# Project Firestart
Project Firestart ist ein Heimcomputer-Spiel für den Commodore 64 von Damon Slye. Das Spiel wurde bei Dynamix entwickelt und 1989 erstmals von Electronic Arts veröffentlicht. Das Action-Adventure-Spiel lehnte sich in seiner Story an den Film Aliens an und gilt als ein Vorreiter des Survival Horror Genre. Dabei wurden filmische Gestaltungsmöglichkeiten wie Fade-ins und Fade-outs in den Spielablauf eingebaut. Das Spiel ermöglichte, verschiedene Enden der Geschichte zu erreichen, und auch durch die für die damalige Zeit sehr aufwendigen Grafiken wurde das Spiel sehr erfolgreich.
Trotz des großen Erfolges und des großen Lobes der Kritiker – einige bezeichneten das Spiel als das bis dahin beste erschienene Adventure – wurde das Spiel nicht auf andere Rechner portiert.

## Inhalt
Aufgrund der Rohstoffknappheit auf der Erde, versucht man Rohstoffe auf dem Mond Titan zu gewinnen. Dort herrscht aber ein lebensfeindliches Klima. Da also kein Mensch in dieser Umwelt arbeiten kann, soll eine Lebensform geschaffen werden, der die Bedingungen nichts anhaben. Die "Prometheus" – ein Forschungsschiff, das das modernste Genetik-Labor namens "Firestart Labs" beinhaltet – wird Richtung Saturn geschickt.
Den Forschern gelingt es schließlich, die gewünschte Kreatur zu erschaffen. Nach weiteren Forschungen werden mehrere Prototypen generiert. Doch plötzlich bricht der Funkkontakt zur "Prometheus" ab. Da bereits Unsummen in dieses Projekt gesteckt worden sind, will die Regierung eine Lösung des Vorfalls. Deshalb schickt sie ihren besten Agenten, Jon Hawking, auf die "Prometheus". Dieser soll den Kontakt zur Erde wiederherstellen oder wenigstens die Ergebnisse der Forschungen sichern.